# Trilochana chalciptera
Trilochana chalciptera is een vlinder uit de familie wespvlinders (Sesiidae), onderfamilie Sesiinae.
Trilochana chalciptera is voor het eerst wetenschappelijk beschreven door Hampson in 1919. De soort komt voor in het Oriëntaals gebied.